# S74 (Polen)
De S74 is een geplande snelweg in Polen. De S74 moet op termijn de S12 bij Sulejów verbinden met de S19 bij Nisko. De eerste 6,9 kilometer rond Kielce werden geopend in 2011.
A1 · A2 · A4 · A6 · A8 · A18 · A50
S1 · S2 · S3 · S5 · S6 · S7 · S8 · S10 · S11 · S12 · S14 · S16 · S17 · S19 · S22 · S50 · S51 · S52 · S61 · S74 · S79 · S86